# Shin Kyuk-ho
Shin Kyuk-ho (en hangul, 신격호, Ulsan, 3 de noviembre de 1922-Seúl, 19 de enero de 2020) fue un empresario surcoreano, fundador y presidente de honor del grupo de empresas Lotte.
Era un zainichi coreano, por lo que también poseía la nacionalidad japonesa. Su nombre nipón era Takeo Shigemitsu (重光武雄). Erigió su negocio al finalizar la Segunda Guerra Mundial con la fabricación de goma de mascar, fundó su propia compañía en 1948 y después de su traslado a Corea del Sur la convirtió en uno de los conglomerados (chaebol) más importantes de Asia.

## Biografía
Nació como el hijo mayor de una familia de diez hermanos. En 1942, durante el periodo de ocupación, viajó a Japón para estudiar e ingresó en la Universidad de Waseda. Financió su carrera con pequeños trabajos y dos años después, gracias al apoyo de un inversor local, montó su primer negocio: una fábrica de aceite de corte que fue destruida durante la Segunda Guerra Mundial.
Cuando el conflicto terminó, el empresario se quedó en Japón y adoptó el nombre de Takeo Shigemitsu. En 1946 abrió una fábrica de cosméticos y jabones, ante la falta de este tipo de productos en las tiendas tras la guerra, pero su negocio cambió por completo dos años después. Las tropas estadounidenses en el país habían popularizado la goma de mascar, por lo que Kyuk-ho decidió fabricar su propio chicle. El 28 de junio de 1948 fundó "Lotte Co.", con una plantilla de diez empleados y especializada en confitería. Su nombre es una referencia al personaje homónimo de la novela Las cuitas del joven Werther.
Las malas relaciones internacionales entre Corea del Sur y Japón, que no se normalizaron hasta 1965, retrasaron el deseo del empresario por establecer su negocio en su país. En 1967 abrió la primera subsidiaria en Corea, Lotte Confectionery, que se convirtió en pocos años en la principal confitera del mercado. Kyuk-ho se valió del apoyo que el gobierno surcoreano prestó a las empresas del país para reflotar su economía nacional, y comenzó a invertir en otros sectores como el inmobiliario, financiero y turístico. Por otro lado, en 1969 compró el equipo de béisbol japonés Lotte Orions (actualmente, Chiba Lotte Marines).
Logró que su grupo de empresas fuese uno de los diez conglomerados más grandes de Corea del Sur a finales del siglo XX, aunque su capital era inferior al de firmas rivales (como Hyundai o Daewoo) porque se centró en sectores específicos como alimentación, servicios y finanzas. A finales de la década de 1980 inició su expansión internacional, limitada al mercado asiático, y cedió poder en la organización en favor de sus hijos, que fueron desempeñando puestos de mayor responsabilidad.
La revista Forbes lo destacó como uno de los hombres más ricos de Corea del Sur, con una fortuna estimada en 575 millones de dólares. Estuvo casado en tres ocasiones y tuvo cuatro hijos, todos ellos involucrados en cargos directivos en Lotte. En concreto, Shin Dong-bin asumió la presidencia y Shin Dong-joo, la vicepresidencia. Por otro lado uno de sus hermanos, Shin Chun-ho, asumió la presidencia de Nong Shim, especializada en comida procesada y vinculada a Lotte hasta 1978.